# Diplazium wageneri
Diplazium wageneri là một loài dương xỉ trong họ Athyriaceae. Loài này được Kl., A.Br. mô tả khoa học đầu tiên năm 1855.
Danh pháp khoa học của loài này chưa được làm sáng tỏ. 